# KS Murowana Goślina
KS Piecobiogaz Murowana Goślina – polska kobieca drużyna siatkarska założona 6 kwietnia 2009 roku, działająca w Murowanej Goślinie. Klub powstał na bazie rozwiązanego klubu AZS AWF Poznań.
Początkowo klub nosił nazwę KS Murowana Goślina, jednak po pozyskaniu sponsora tytularnego – firmę Piecobiogaz S.A. klub zmienił nazwę na KS Piecobiogaz Murowana Goślina.
Klub współpracuje z UKS Zielone Wzgórza, Publicznym Gimnazjum nr 1 im. Hipolita Cegielskiego oraz Publicznym Gimnazjum nr 2 im. Jana Kochanowskiego.

## Historia
Dnia 6 kwietnia 2009 roku w Murowanej Goślinie podpisano porozumienie władz miasta z sekcją siatkarek AZS AWF Poznań. Podpisy złożyli: burmistrz Tomasz Łęcki oraz prezes zarządu klubu Jarosław Janowski i dyrektor klubu Józef Ślusarek. Na mocy podpisanego porozumienia prawo uczestnictwa w rozgrywkach II ligi siatkówki kobiet w sezonie 2009/2010 przekazane zostało na rzecz klubu działającego na terenie Gminy Murowana Goślina. Celem drużyny było szybkie wejście do I ligi, a w przyszłości do ekstraklasy.

## Sukcesy
- 2010 – awans do I ligi
- 2011 – 2. miejsce w I lidze
- 2012 – 2. miejsce w I lidze

## Kadra zespołu
| Funkcja                                 | Imię i nazwisko  |
| --------------------------------------- | ---------------- |
| I trener                                | Piotr Sobolewski |
| Masażysta                               | Mateusz Henszke  |
| Prezes                                  | Ryszard Pomin    |
| Kierownik drużyny, wiceprezes, menedżer | Andrzej Miciul   |

| Numer | Imię i nazwisko        | Data urodzenia | Narodowość | Wzrost [cm] | Waga [kg] | W klubie od | Pozycja      |
| ----- | ---------------------- | -------------- | ---------- | ----------- | --------- | ----------- | ------------ |
| 1     | Justyna Zemlik         | 30.11.1995     | Polska     | 187         |           |             | atakująca    |
| 2     | Sylwia Kucharska       | 08.11.1995     | Polska     | 178         |           |             | rozgrywająca |
| 3     | Judyta Szulc           | 10.08.1986     | Polska     | 175         |           |             | rozgrywająca |
| 5     | Paulina Stroiwąs       | 17.05.1994     | Polska     | 197         |           |             | środkowa     |
| 6     | Dominika Żółtańska     | 29.01.1987     | Polska     | 180         |           |             | przyjmująca  |
| 7     | Katarzyna Kiestrzyńska | 19.01.1995     | Polska     | 181         |           |             | przyjmująca  |
| 8     | Małgorzata Ochmann     | 26.01.1996     | Polska     | 174         |           |             | libero       |
| 9     | Patrycja Grocholewska  | 18.08.1995     | Polska     | 188         |           |             | środkowa     |
| 10    | Paulina Majkowska      | 06.02.1995     | Polska     | 185         |           |             | środkowa     |
| 11    | Edyta Mazurczak        | 09.10.1996     | Polska     | 178         |           |             | przyjmująca  |
| 12    | Aleksandra Elko        | 12.11.1995     | Polska     | 175         |           |             | libero       |
| 13    | Katarzyna Siwek        | 3.02.1992      | Polska     | 177         |           |             | przyjmująca  |
| 16    | Martyna Tracz          | 16.04.1992     | Polska     | 170         |           |             | libero       |

## Hala
Od sezonu 2010/2011 swoje mecze KS Piecobiogaz rozgrywa w hali przy ulicy Mściszewskiej 10. 
Budowa tej hali trwała od 2 marca 2009, kiedy to gmina Murowana Goślina podpisała umowę z firmą Posbau S.A. z Poznania. 17 września 2010 miało miejsce uroczyste otwarcie hali widowiskowo-sportowej.
Goślińska hala jest jednym z najnowocześniejszych obiektów w aglomeracji poznańskiej. Boisko ma wymiary netto 20 m X 40 m – z boiskami do koszykówki głównej i trzema do koszykówki treningowej, do siatkówki głównej i trzema do siatkówki treningowej, do halowej piłki nożnej, do piłki ręcznej i hokeja halowego wraz z trybunami dla 436 widzów. Arena boiska umożliwia rozgrywki sportowe na poziomie międzynarodowym w piłce ręcznej, siatkowej i hokeju halowym. Wysokość hali w świetle nad areną to 9 metrów.

## Sponsorzy
Sponsorem strategicznym drużyny jest Gmina Murowana Goślina, tytularnym firma Piecobiogaz S.A. Innymi sponsorami drużyny są firmy: Inline Poland, El-Cab, Trust, Hydrotech, Hilding Anders, INEA S.A., Warbus, CERMUR PPUH, Zakład Ślusarsko – Budowlany Tomasz Dałek, Ceranek Kancelaria Radców Prawnych, Adam, Galwano-Perfekt, Pekabud-Morasko Sp. z o.o. oraz Spółdzielnia Mieszkaniowa Zielone Wzgórza. Sponsorowaniem sprzętu, a także sportowej odzieży rekreacyjnej w drużynie jest firma TICO, która współracuje z takimi siatkarskimi klubami jak Tauron MKS Dąbrowa Górnicza, Tytan AZS Częstochowa, BKS Aluprof Bielsko-Biała, Fart Kielce i Trefl Gdańsk. Profesjonalnym przygotowaniem oraz realizacją projektu strony internetowej zajmuje się Webwizards.